# August III.

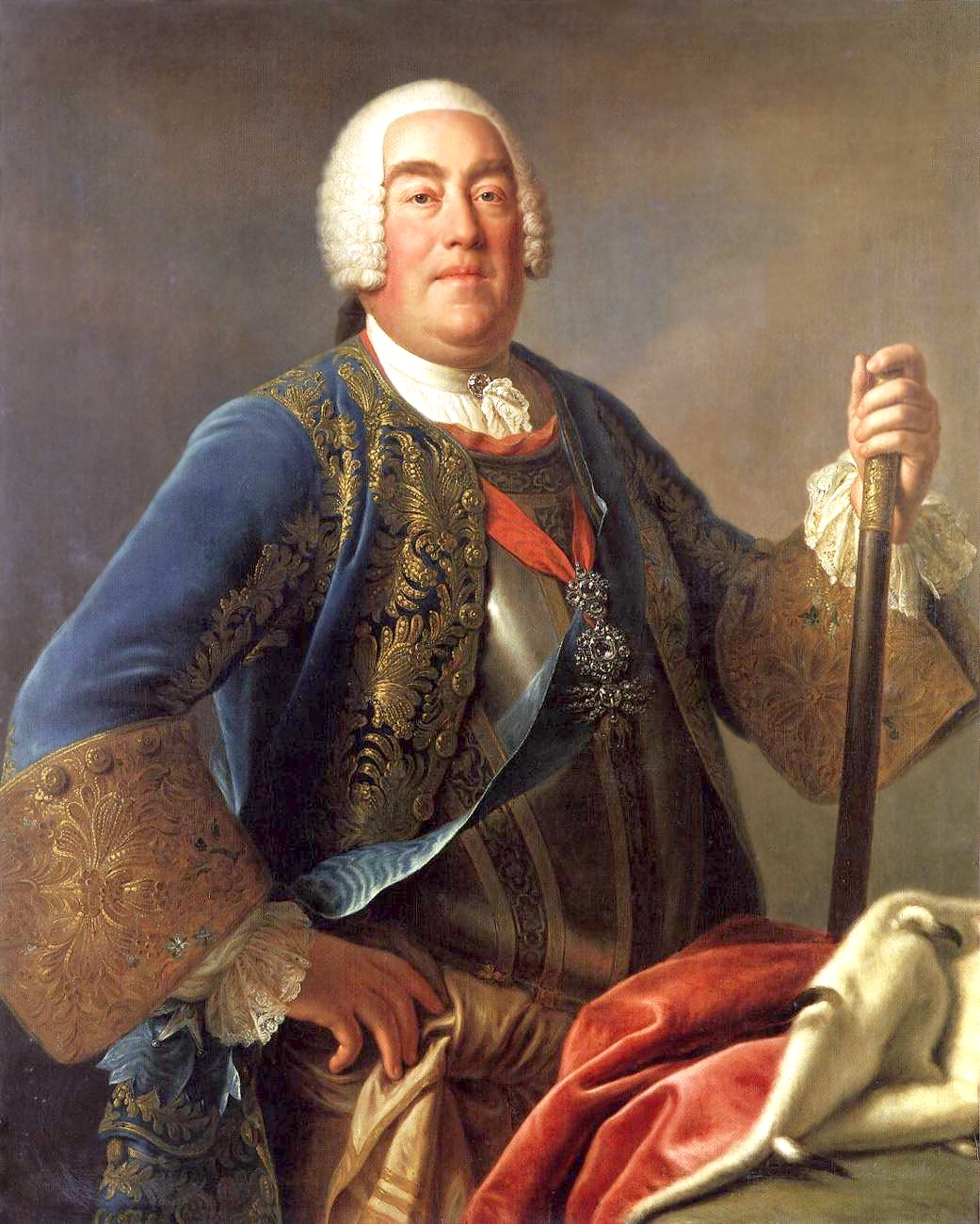
August III. von Pietro Antonio Rotari, 1755

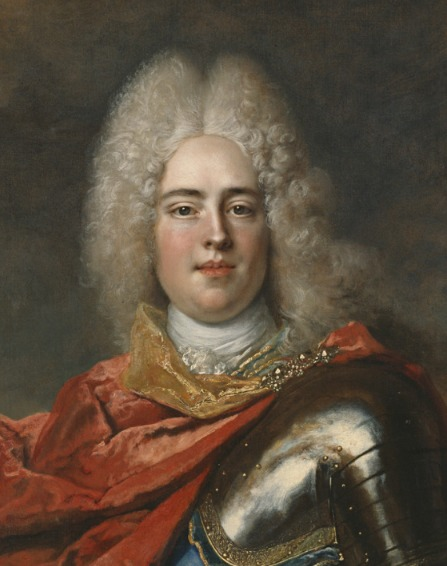
Bildnis des Kurprinzen August im Harnisch von Nicolas de Largillière, 1715

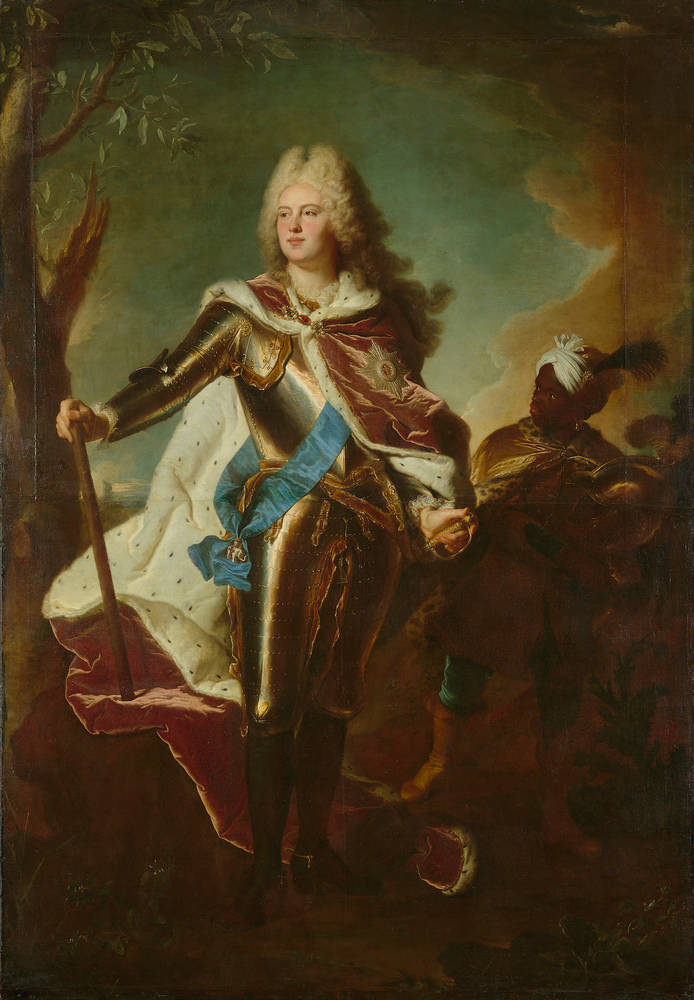
Friedrich August von Sachsen als Kurprinz im Harnisch und mit einem Mohr von Hyacinthe Rigaud, 1715, Gemäldegalerie Alte Meister, Dresden

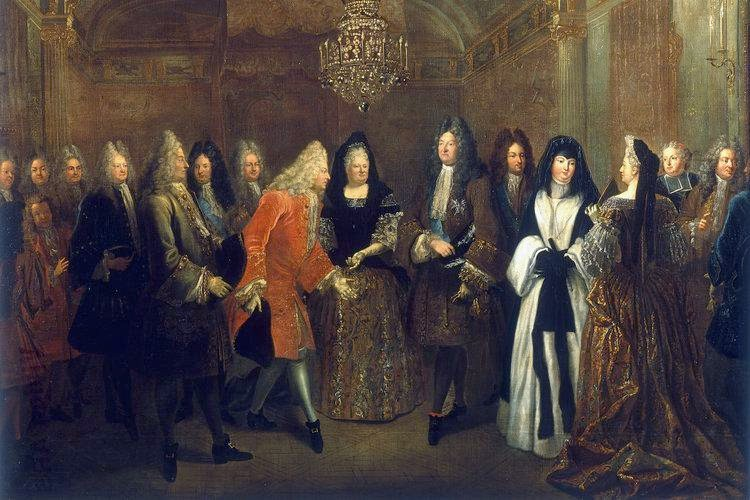
Ludwig XIV. von Frankreich empfängt den späteren König von Polen und Kurfürsten von Sachsen, August III., 1714 im Schloss Fontainebleau, Gemälde von Louis de Silvestre, 1715

Friedrich August II. (* 17. Oktober 1696 in Dresden; † 5. Oktober 1763 ebenda) wurde 1733 nach dem Tod seines Vaters August des Starken Kurfürst und Herzog von Sachsen und als August III. auch König von Polen und Großfürst von Litauen. In Fortführung der väterlichen Außenpolitik führte er den Kurstaat Sachsen in den verheerenden Siebenjährigen Krieg. Die Personalunion von Sachsen-Polen endete mit seinem Tod. Unbestritten ist sein Rang als einer der größten Kunstmäzene seiner Zeit. 1736 stiftete er den St.-Heinrichs-Orden.

## Erziehung und Heirat
Gewöhnlich wird von dem Sohn König Augusts des Starken und der Christiane Eberhardine von Brandenburg-Bayreuth behauptet, dass er sich häufig in das Private zurückgezogen und sich wenig um Politik gekümmert habe. Betont wird in der älteren Literatur, dass er gern große Jagden veranstaltete, häufig in die Oper ging, sich um seine umfangreichen Kunstsammlungen kümmerte, sowie großen Familiensinn zeigte. Die neuere polnische Forschung, etwa Jacek Staszewski, betont dagegen auch, dass August III. ein sehr fleißiger und umsichtiger polnischer König gewesen sei.
Er war das einzige legitime Kind Augusts des Starken und nur elf Tage älter als dessen erstes von acht durch ihn anerkannten illegitimen Kindern, der spätere Herzog von Kurland und französische Generalfeldmarschall Moritz von Sachsen. Die Erziehung Augusts III. erfolgte zunächst am Hof seiner Großmutter Anna Sophie, einer dänischen Königstochter mit Witwensitz in Prettin, und stand unter dem Einfluss von Mitgliedern der Adelsopposition, die den König und seine Polenpolitik ablehnten. Der schwerwiegendste familiäre Streitpunkt war die Religionsfrage, denn sowohl Friedrich Augusts Mutter Christiane Eberhardine (residierte in Pretzsch) als auch seine Großmutter lehnten einen Übertritt zum Katholizismus ab, der die Voraussetzung für eine spätere Nachfolge als König in Polen war. August der Starke entschloss sich daraufhin, ihn dem Einfluss der beiden Frauen und der Adelsopposition zu entziehen und schickte ihn im Mai 1711 unerwartet auf eine mehrjährige Kavalierstour quer durch Europa.
Im November 1712 trat der Prinz zum katholischen Glauben über. Aber der Übertritt wurde jahrelang geheim gehalten, um die Opposition im Mutterland der Reformation nicht herauszufordern. Zwar wurde Friedrich August (II.) nach dem Wunsch seines Vaters ein Katholik und zeigte sich nach der jahrelangen Kavalierstour den schönen Seiten des Lebens (Kunst, Musik, Jagden usw.) zugeneigt, aber er wurde auch ein durchaus frommer Mann mit moralischen Ansprüchen, der die Mätressenwirtschaft und die fast endlosen, lärmenden Feierlichkeiten seines Vaters ablehnte und später eine funktionierende Ehe führte. Im Oktober 1717 wurde in Wien sein Glaubensübertritt bekanntgegeben, was in Sachsen eine innenpolitische Krise auslöste, ihm aber auch die Bewerbung um die Hand der Kaisertochter ermöglichte.
Als Kurprinz heiratete er 1719 die Tochter Kaiser Josephs I., Maria Josepha von Österreich (* 8. Dezember 1699 in Wien; † 17. November 1757 in Dresden), Erzherzogin von Österreich, Prinzessin von Ungarn und Böhmen etc. Die Heirat sollte ihm nach dem Willen seines Vaters spätere Ansprüche auf das Habsburgische Erbe verschaffen (vgl. Pragmatische Sanktion). Die sogenannten Planetenfeierlichkeiten im Rahmen der Hochzeit schrieben Stadtgeschichte in Dresden (siehe August der Starke#Hochzeit des Sohnes Augusts des Starken und Saturnusfest). Maria Josepha war ungewöhnlich gläubig. Sie hatte bereits als junges Mädchen Priester bei ihrer Arbeit zu Kranken und Sterbenden begleitet und dabei selbst Alte und Kranke betreut. Ihr Beichtvater war der Jesuit Anton Steyerer, ihr Lieblingsheiliger war der Jesuit Franz Xaver, was sich auch in der Namensgebung mehrerer Söhne zeigt (ihre Töchter hießen alle Maria). Sie war gleichermaßen religiös wie der Aufklärung gegenüber aufgeschlossen und teilte mit ihrem Mann die Freude an der Jagd. Die körperliche Behinderung des späteren Kronprinzen Friedrich Christian ist wohl darauf zurückzuführen, dass sie während der Schwangerschaft bei einer Jagd vom Pferd stürzte.
Im Verlauf der 1720er Jahre wurde Friedrich August (II.) nach und nach an die Regierung herangeführt und übernahm die Leitung des Geheimen Kabinetts und die Stellvertretung seines Vaters bei dessen Abwesenheit in Polen. Er bevorzugte allerdings schon damals die „kollegiale Form der Entscheidungsfindung“.

## Als Kurfürst und König

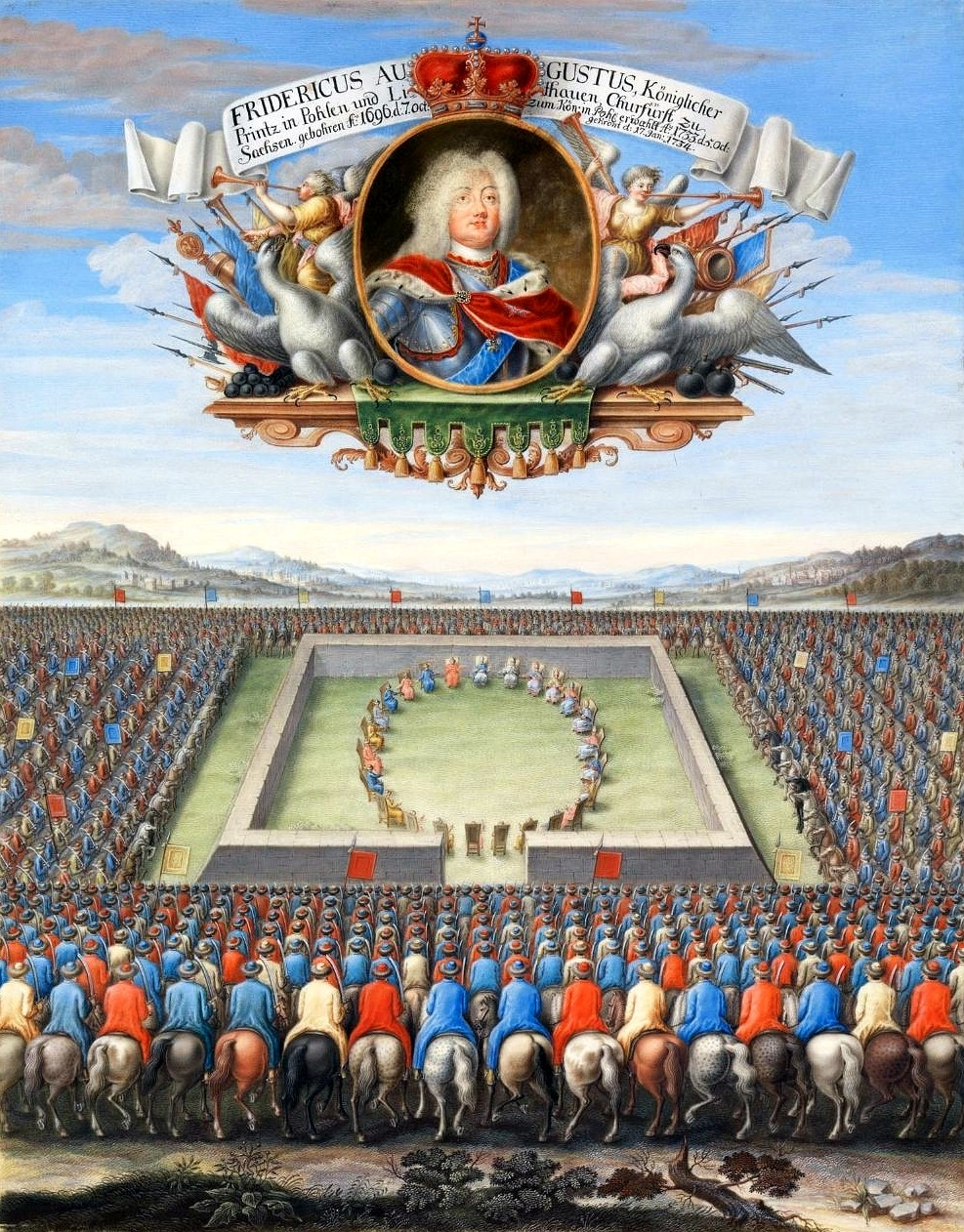
Wahl Augusts III. zum polnischen König

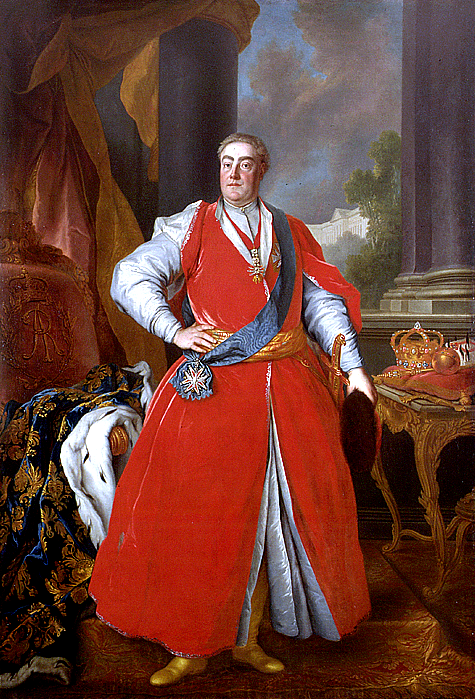
August III. von Polen und Sachsen in polnischer Tracht, Louis de Silvestre, um 1737

Der Kurfürst wurde mit Unterstützung Österreichs und Russlands sowie den üblichen Bestechungen der Magnaten und Schlachta zum König von Polen gewählt, was den Polnischen Thronfolgekrieg (1733–1738) auslöste. Seine Wahl kam aber erst zustande, als russische Truppen unter Peter von Lacy an der Weichsel erschienen und die Anhänger des wenige Tage zuvor erwählten Königs Stanisław Leszczyński, des Kandidaten Frankreichs und Schwedens, aus Warschau abgezogen waren. August III. wurde am 17. Januar 1734 in Krakau gekrönt und bei seinem Besuch in Leipzig am 5. Oktober 1734 mit der Kantate Preise dein Glücke, gesegnetes Sachsen geehrt, zu der Johann Sebastian Bach die Musik komponiert hatte. Er behauptete die Krone im Frieden von Wien (1738) bei einem deutlichen Souveränitätsverlust des einst sehr mächtigen Staates Polen-Litauen, der allerdings bereits unter August dem Starken eingesetzt hatte. So zum Beispiel musste 1734–1736 der Aufstand der Konföderation von Dzików unter Adam Tarło niedergeschlagen werden, der gegen die Wahl opponierte. Zeit der Regierung Augusts III. blieben russische Truppen im Osten des Landes stationiert, auch wenn das angesichts der guten Beziehungen zur Zarin Elisabeth seinerzeit nicht negativ bewertet wurde.
Die Spielräume für seine Regierung in Polen-Litauen waren angesichts des Streits zwischen den beiden großen Magnatengruppierungen der Czartoryski und Potocki im Sejm äußerst eng. In Reformvorschlägen von Seiten der Krone sah man gewöhnlich Angriffe auf Recht und Freiheit, so dass der kurfürstlich-sächsische und königlich-polnische Premierminister Heinrich von Brühl für die Wahrnehmung der königlichen Interessen eine der diversen Gruppen vorschob. Die Magnatenparteien genossen ihrerseits ausländische Unterstützung, so dass Polen-Litauen zum Spielball rivalisierender Nachbarmächte wurde. Fast alle Reichstage blieben trotz einer Fülle von Reformvorschlägen beider Parteien ergebnislos (vergleiche Liberum Veto). Ein Beispiel waren die Reichstage von 1744 und 1746, in denen die Krone und der Großkanzler vorsichtig definierte Reformen im Wirtschafts- und Militärsektor auf den Weg bringen wollten. Letztlich scheiterten sie im Sejm an der Verzögerungstaktik der Gegenpartei, und unter ausländischer Einmischung. Ohne ordnungsgemäß abgehaltene Sejmy mussten die Minister auch keine Rechenschaft ablegen, was die Korruption förderte.
Angesichts dieser Sachlage hofften sich der König und sein Premierminister Brühl in Polen mit dem „Ministerialsystem“ sachsentreuer Magnaten (die in Schlüsselpositionen saßen oder gesetzt wurden) über Wasser zu halten und beide Länder politisch verbinden zu können. Sie erlangten im Siebenjährigen Krieg sogar die Zustimmung ihrer drei Verbündeten für eine erneute Thronkandidatur Sachsens, aber die Erfolge waren nur scheinbar und nicht von Dauer. So kam es Ende der 1750er zu einem kaum verhüllten Streit zwischen den Czartoryski und den Anhängern des Hofes, der unter anderem im Herbst 1762 den Sejm einmal mehr erfolglos auseinandergehen ließ. Der König bot den Czartoryski die Versöhnung an, aber sie verlangten zuletzt die Vergabe aller Vakanzen zu ihren Gunsten und die Entfernung Brühls, was er keinesfalls gewähren konnte.

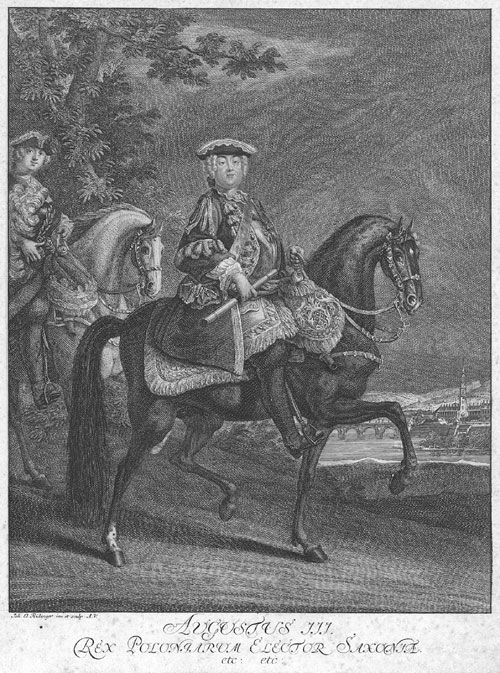
August III. von Polen zu Pferde, Stich nach Johann Elias Ridinger

Ein bescheidener Wirtschaftsaufschwung war in Polen weiterhin bemerkbar, später beeinträchtigt durch die Auswirkungen des Siebenjährigen Krieges (preußische Münzfälschung, Kontributionen, Requisitionen und teilweise Plünderungen durch preußische und russische Truppen).
In Sachsen führte Heinrich von Brühl nach dem Sturz Alexander Sulkowskis von 1738 bis 1756 die alleinige Regierung und vereinigte eine Vielzahl von Ämtern und Posten auf sich. 1746 wurde er formell Premierminister. Brühl hatte das alleinige Vortragsrecht beim König und einen Hofstaat von ca. 300 Personen. Die übrigen Minister durften ab Frühjahr 1738 nicht mehr ohne Aufforderung bei dem König erscheinen, was Brühl praktisch unangreifbar machte, seine Schwächen und Fehler aber umso schwerwiegender werden ließ.
Brühl war ein erfolgreicher Diplomat und festigte die Verwaltung, wurde aber wegen falscher Finanzpolitik im Landtag 1749 scharf angegriffen. Es wurde der letzte Landtag bis 1763. Trotz rücksichtsloser finanzieller Maßnahmen Brühls steuerte Sachsen in eine Staatskrise.
Der Zwangsumtausch von Vermögenswerten in staatliche Schuldverschreibungen erschütterte die Wirtschaft, die ohnehin zu kleine Armee musste abgerüstet und ein bedeutender Anteil der Steuern verpfändet werden. Dazu kam der Druck von außen, denn der sächsische Export wurde durch die preußische und österreichische (Zoll-)Politik jener Zeit stark behindert.
In den ersten beiden Schlesischen Kriegen versuchte die Regierung Brühl zunächst Preußen zu isolieren, das Schlesien besetzt hatte. Die Dresdner Allianz vom 16. Februar 1741 schien die Gelegenheit zu bieten, aber in der Praxis hatten weder Sachsen noch Österreich eine einsatzfähige Armee – und Russland fiel mit dem Tod der Zarin Anna als politischer Partner aus – so dass das Bündnis hinfällig wurde. Sachsen trat daher am 19. Oktober 1741 der Nymphenburger Allianz bei. Fünf Wochen später rückten die sächsischen Truppen mit den Verbündeten in Prag ein und Karl Albrecht von Bayern wurde am 24. Januar 1742 mit der Stimme Sachsens zum Kaiser gewählt. Im gemeinsamen preußisch-sächsischen Feldzug nach Mähren (1742) und dem nachfolgenden Friedensvertrag zeigte sich jedoch, dass mit dieser Allianz nichts zu gewinnen war. Sachsen trat in der Folge erneut an die Seite Österreichs, aber die entscheidende Schlacht von Kesselsdorf endete am 15. Dezember 1745 trotz mehrerer Vorteile, wie der Anwesenheit der österreichischen Armee mit der Niederlage des unerfahrenen sächs. Generalstabs gegen die Preußen. Dresden wurde besetzt und der Frieden von Dresden beendete diesen Krieg.
Nach dem Frieden betrieb Brühl eine Vermittlungspolitik, die eine Annäherung zwischen dem Kaiserhaus und Frankreich und damit die Einkreisung Preußens zum Ziel hatte. Es gelang ihm schnell, das außenpolitische Ansehen Sachsen-Polens auf diplomatischem Wege wiederherzustellen (Subsidien-Vertrag mit Frankreich; Heirat des französischen Kronprinzen mit einer Tochter Augusts III. im Februar 1747; Doppelhochzeit mit Bayern, Juni 1747). Aber als seine und andere ähnliche Bestrebungen schließlich viele Jahre später in den Umsturz der Allianzen bzw. eine starke antipreußische Koalition (1756) mündeten, befand sich Sachsen aufgrund der o. g. Staatskrise bereits im diplomatischen Abseits. Friedrich II. (der über Informanten in den Dresdner und Petersburger Kanzleien weitgehend über die Pläne der Allianz Bescheid wusste) entschloss sich zum Präventivschlag zu einem Zeitpunkt, als Sachsen weder politisch noch militärisch auf den Krieg vorbereitet war.
Die zu kleine sächsische Armee kapitulierte unter Graf Rutowski (gegen den Willen des Königs kampflos) am Lilienstein (vgl. Belagerung bei Pirna), August III. und sein Hof zogen nach Warschau um, wo sie bis zum Ende des Krieges in relativer politischer Ohnmacht verblieben. Trotzdem wird die Anwesenheit des Königs in Warschau auch positiv bewertet, da die nunmehr ständige Hofhaltung (trotz der stark eingeschränkten Geldmittel) die Hauptstadtfunktion dieser Stadt aufwertete, indem sie kulturelle Impulse gab und die polnischen Magnaten gleichfalls zu einer vermehrten Anwesenheit zwang. Als für den Kurprinzen Friedrich Christian 1759 ein weiterer Aufenthalt in Dresden nicht mehr angebracht, ja gefährlich erschien, floh er mit seiner Familie nach München, wo er von seinem Schwager, Kurfürst Maximilian III. Joseph, gastfreundlich aufgenommen wurde und zwei Jahre blieb.
Sachsen dagegen, nun behelfsweise von den Preußen und (zumindest zeitweise) von einigen Kabinettsministern um Wackerbarth-Salmour verwaltet, wurde zum Kriegsschauplatz und litt unter den hohen Kontributionen beider Seiten, dazu der Beschlagnahmung aller Staatskassen, Steuerhöhung und Münzfälschung durch die Preußen, ebenso den Zwangsrekrutierungen. Allein Preußen zog Kontributionen in Höhe von ca. 48 Millionen Reichstalern aus dem Land; die Gewinne aus den preußischen Münzfälschungen (zu Ungunsten Sachsens und Polens) werden mit ca. 45 Millionen Talern angesetzt. Insgesamt bezahlte Sachsen über ein Drittel der preußischen Kriegskosten (siehe Zitat, das Friedrich II. v. Preußen zugeschrieben wird: „Sachsen ist wie ein Mehlsack, egal wie oft man draufschlägt, es kommt immer noch etwas heraus“), die Preußen aus eigenen Mitteln, trotz der englischen Subsidien, nicht hätte bezahlen können. Dresden selbst wechselte die Besatzung und wurde von Friedrich II. 1760 belagert, was umfangreiche Zerstörungen in der Stadt zur Folge hatte.
Als der Siebenjährige Krieg im Hubertusburger Frieden 1763 zu Ende ging, war das bis dahin (trotz Misswirtschaft) recht wohlhabende Sachsen ruiniert, was der königliche Hof nur ungern zur Kenntnis nahm. Obwohl Brühl formell in Amt und Würden blieb, begann mit der Einsetzung einer Restaurationskommission um den Freiherren Thomas von Fritsch eine neue Zeit. Die Kommission setzte sich vorwiegend aus Leuten mit politisch-administrativer Erfahrung und großbürgerlicher Herkunft zusammen, stand unter der Protektion des Kurprinzen Friedrich Christian und nahm im April 1762 ihre Arbeit auf. Die Umsetzung der Vorschläge erfolgte allerdings erst in den Folgejahren. Zumindest wurde im August 1763, d. h. noch zur Regierungszeit des Königs, der Landtag einberufen, in dem die Akzeptanz und der Abbau der Schuldenlast durch die Stände das Hauptthema war.

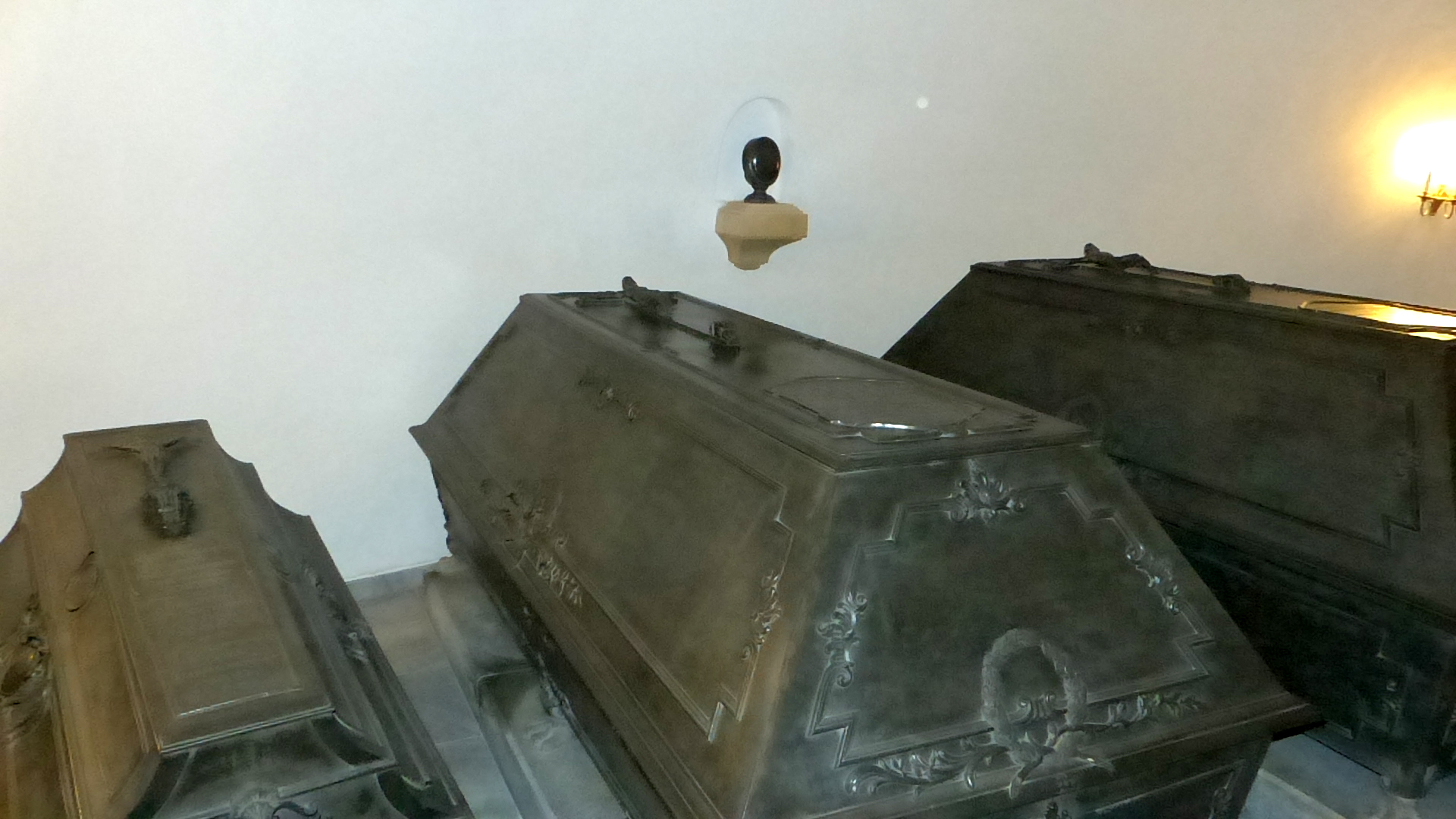
Sarkophag von August III. in der Stiftergruft der Wettiner-Gruft

August III. starb bei einem Opernbesuch am 5. Oktober 1763, Brühl verstarb drei Wochen später. Der König wurde in der Wettiner-Gruft der Katholischen Hofkirche beigesetzt.
Auf die nachfolgende Vergabe der polnischen Krone hatte Sachsen keinerlei Einfluss: Polen-Litauen war mehr denn je unter die Vorherrschaft Russlands geraten, und den Nachfolger Augusts III., Stanislaus II. August Poniatowski, bestimmte die Zarin Katharina II. Dauerhafteren Nachruhm bescherte jedoch dem Kurfürst-König seine Liebe zur Kunst.

## Als Kunstmäzen
Die Dresdner Oper war damals eine der größten und besten Bühnen Europas. Sie fasste in den 1750ern 2.000 Zuschauer und ihr Unterhalt verschlang Millionen. Allein Johann Adolf Hasses Jahresgage betrug 12.000 Taler, das Personal insgesamt kostete jährlich über 100.000 Taler. Eine zweimal aufgeführte Ballettoper kostete im Februar 1752 über 36.000 Taler. Die Primadonnen waren Faustina Bordoni und ihre Rivalin Regina Valentini. Erwähnenswert waren zum Beispiel die Inszenierungen Solimano (1753) und Ezio (1755). Für Ezio holte man 500 Darsteller, 102 Pferde und acht Dromedare auf die Bühne und bezahlte dafür 30.000 Taler. Es geschah aber nichts, was musikalisch revolutionierend wirkte, vielmehr erreichte die spätbarocke Entwicklung ihren hell leuchtenden Höhe- und Schlusspunkt.
Auch in Warschau bemühte sich der König um die Förderung der Oper. Aber das auf seine Anweisung 1748 neu errichtete Opernhaus im Sächsischen Garten war mit 540 Plätzen nie voll besetzt, zum Bedauern des Königs. Stark kritisiert wurde von den Polen der fremdländische (d. h. italienische und französische) Charakter der Programme, ausgeführt von Ausländern.
August III. war auch als Gemäldesammler bekannt, für den Ankäufer (z. B. Francesco Algarotti) überall in Europa tätig waren. Nach der Ankunft der Sammlung des Herzogs von Modena wurden die Gemälde ab 1747 im umgebauten Stallgebäude am Jüdenhof repräsentiert und gleichzeitig zu einer öffentlichen, allgemein zugänglichen Sammlung gemacht, was damals keine Selbstverständlichkeit war. Sie wurden lt. Heinecken in vier Klassen unterschieden: die erstklassigen befanden sich in der Galerie, die zweitklassigen im Schloss Hubertusburg, die drittklassigen in Warschau und die viertklassigen (d. h. viele Kopien) im Archiv. Als bedeutendstes Bild wird heute die 1754 erworbene Sixtinische Madonna von Raffael angesehen, im 18. Jahrhundert war es die Heilige Nacht von Correggio (1746 mit der Galerie des Herzogs von Modena erworben); von großer kunsthistorischer Bedeutung ist auch die lange verkannte Schlummernde Venus von Giorgione. Brühl eiferte seinem Herrn nach und legte sich eine eigene Galerie zu, die zwar weniger Gemälde zählte, aber immerhin länger als der Spiegelsaal von Versailles war. Seine Erben verkauften später einen Großteil seiner Sammlung an die Zarin Katharina.

## Baumaßnahmen seiner Zeit in Sachsen
Da August III. die sachkundige Bauleidenschaft seines Vaters fehlt, fiel die administrative und auch künstlerische Leitung des Baugeschehens Johann Christoph Knöffel zu, dem jüngsten unter den höheren Baubeamten August des Starken. Auch war nicht mehr der König der maßgebliche Auftraggeber, sondern die einflussreichen Vertreter des Hof- und Beamtenadels, allen voran der Premierminister Graf Brühl, ein Förderer Knöffels. Trotzdem stand die Dresdner Architektur weiterhin auf der Höhe der Zeit. Der Nachfolger Knöffels wurde 1752 Julius Heinrich Schwarze.
- Katholische Hofkirche, Dresden
- Schloss Hubertusburg (Jagdschloss im Charakter eines Residenzschlosses in Wermsdorf, Umbau 1743–51)
- Palais Brühl in Dresden (1900 abgerissen) und andere „Brühlsche Herrlichkeiten“
- Palais Brühl-Marcolini in Dresden-Friedrichstadt
- Palais Moszinska in Dresden (Seevorstadt, 1872 abgerissen)
- Spitzhaus in Radebeul (1749 nach Plänen von Matthäus Daniel Pöppelmann)
- Schloss Pförten in Pförten (heute Brody in Polen), Brühls wichtigster Besitz

## Baumaßnahmen seiner Zeit in Polen
Warschau zählte um 1750 nur etwa 25.000 Einwohner (im Vergleich dazu Dresden 60.000) und stand in seiner Entwicklung den anderen europäischen Hauptstädten hinterher. Die Stadt änderte aber in der Sachsenzeit ebenfalls ihr Erscheinungsbild, was Canaletto zwischen 1767 und 1780 in seinen Veduten für König Stanislaus II. Poniatowski festhielt.
Die königliche Bautätigkeit in Polen wurde von dem Warschauer Bauamt geleitet, dem unter August III. bis 1754 Joachim Daniel Jauch und danach Johann Friedrich Knöbel vorstand. Eine wichtige Rolle in den polnischen Bauangelegenheiten spielte auch der jüngere Pöppelmann. Für die Bauten in Polen wurde nach der Schätzung des Grafen Hennicke das Sechsfache der Summe benötigt, die noch August II. dafür ausgegeben hatte.
Auf polnischer Seite unterstanden die Arbeiten in der Hauptstadt den Behörden unter Großkronmarschall Bielinski. Er bemühte sich um die Planung und Pflasterung der Straßen, den Bau von Abwasserkanälen und den Abriss verkommener oder verlassener Häuser und Hütten (vgl. Komisja Brukowa).
- Fortsetzung der Arbeiten am Sächsischen Palais in Warschau (zerstört 1944)
- Umbau des Baugefüges des Warschauer Schlosses zu einem neuen, die Weichselfront beherrschenden Flügel (um 1740)
- Brühlsches Palais in Warschau (zerstört 1944), Brühl-Palast in Młociny
- Umbau des Kazimierz-Palastes durch Sulkowski

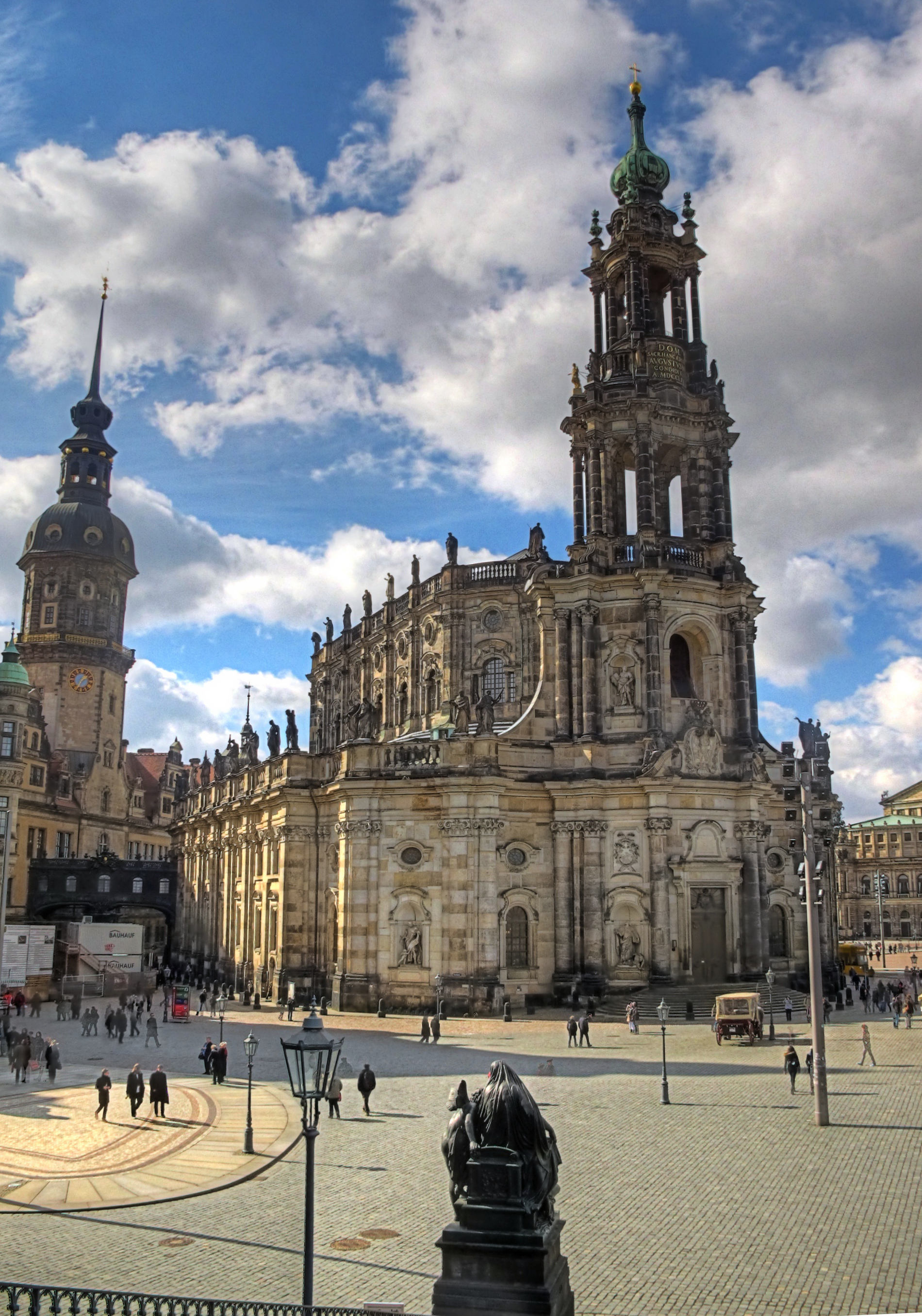
Neues Schloss in Grodno  - Katholische Hofkirche Ss. Trinitatis
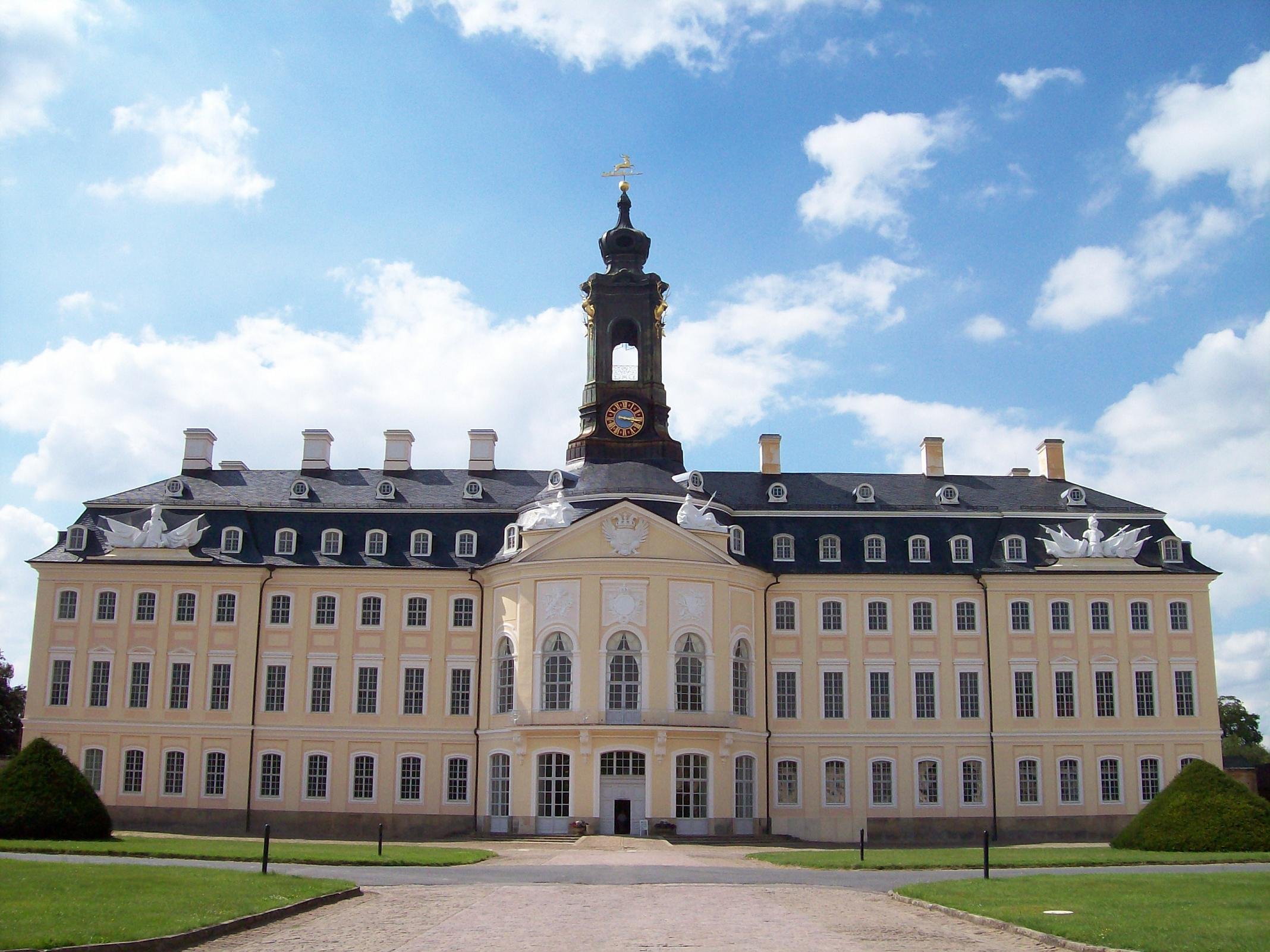
Schloss Hubertusburg
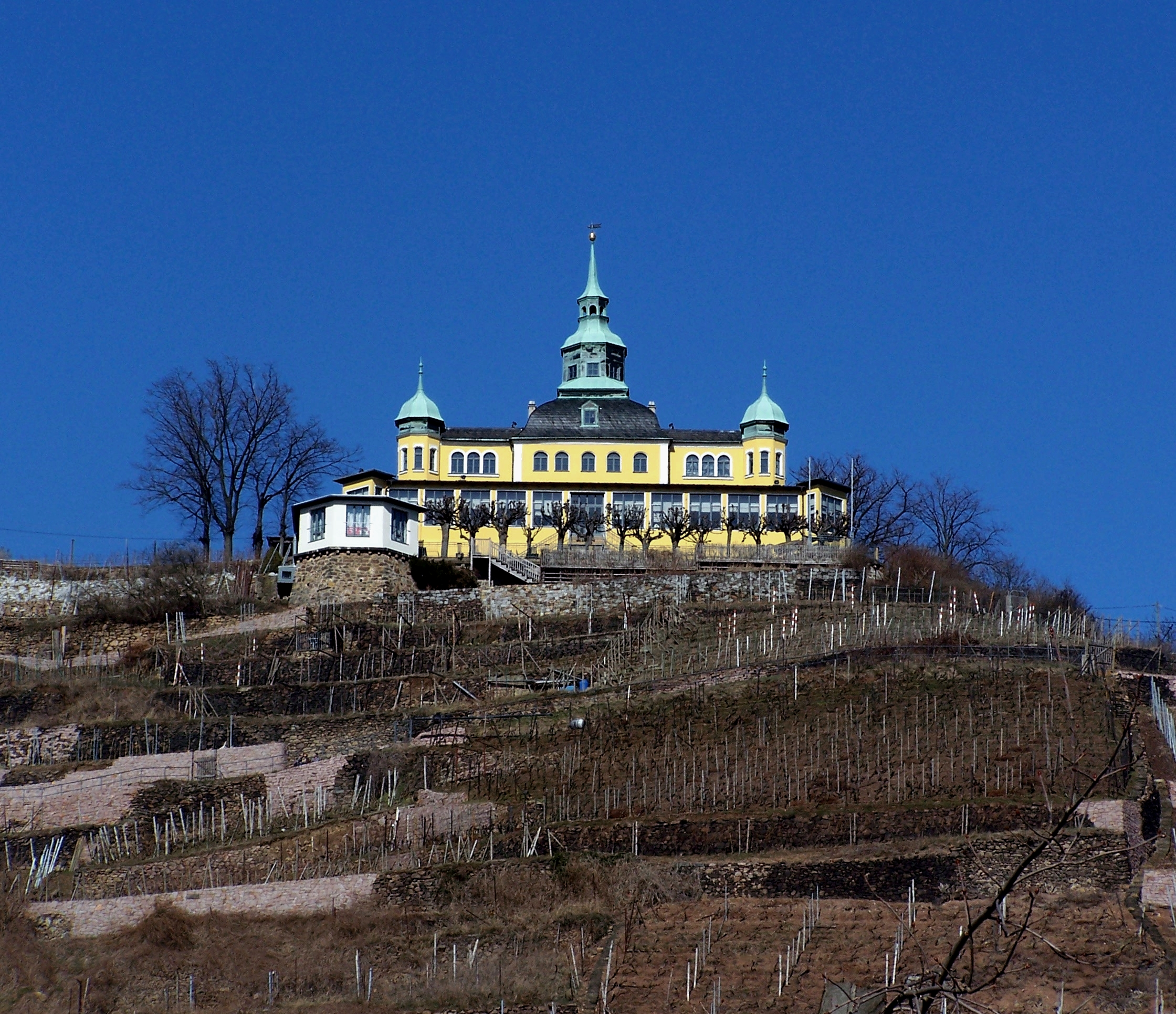
Spitzhaus in Radebeul
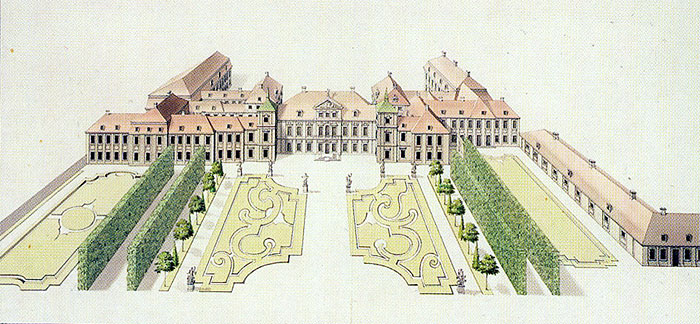
Sächsisches Palais in Warschau, 18. Jahrhundert
  - Schloss Hubertusburg
  - Spitzhaus in Radebeul
  - Sächsisches Palais in Warschau, 18. Jahrhundert

## Nachkommen

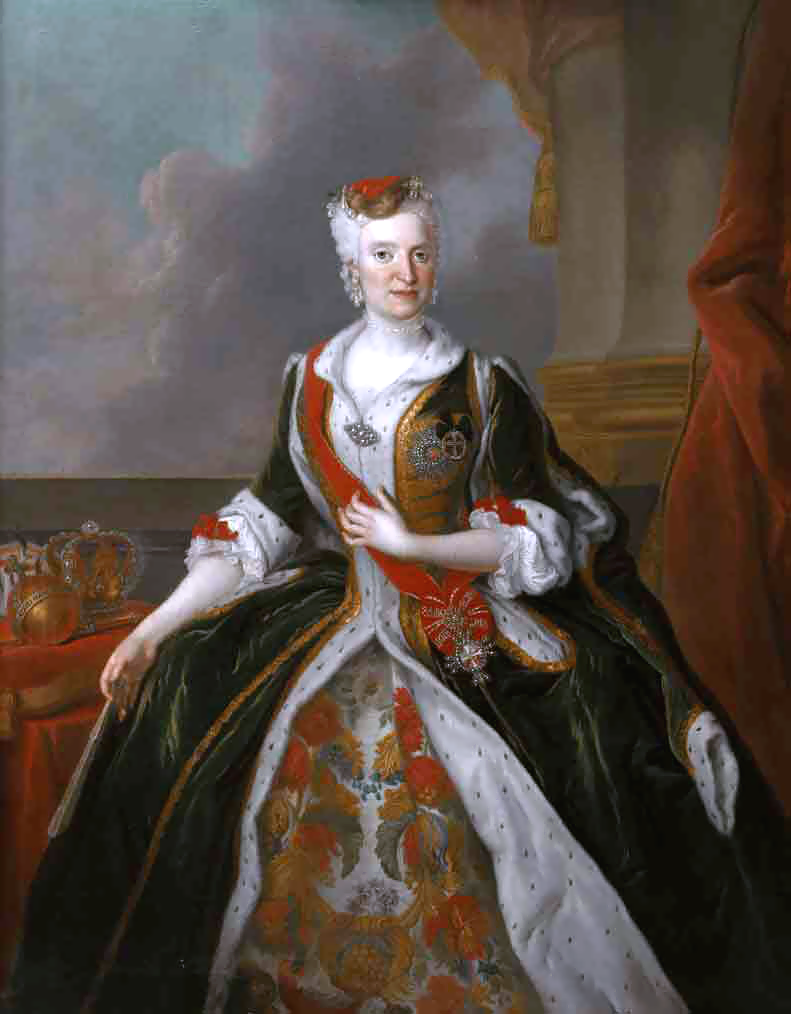
Erzherzogin Maria Josepha von Österreich, spätere Kurfürstin von Sachsen

Am 20. August 1719 heiratete er in Wien Maria Josefa Benedikta (1699–1757), Erzherzogin von Österreich. Sie hatten gemeinsam folgende fünfzehn Kinder, von denen elf das Kindesalter überlebten:
- Friedrich August Franz Xaver (* 18. November 1720 in Dresden; † 22. Januar 1721 ebenda), Königlicher Prinz von Polen und Kurprinz von Sachsen
- Joseph August Wilhelm Friedrich Franz Xaver Johann Nepomuk (* 24. Oktober 1721 in Pillnitz; † 14. März 1728 in Dresden), Königlicher Prinz von Polen und Kurprinz von Sachsen
- Friedrich Christian (1722–1763), Königlicher Prinz von Polen und Kurfürst von Sachsen
- totgeborene Tochter (*/† 23. Juni 1723 in Dresden)
- Maria Amalia (1724–1760), Königliche Prinzessin von Polen und Prinzessin von Sachsen ⚭ Karl, Herzog von Parma und Piacenza, König von Spanien, Neapel und Sizilien
- Maria Margareta Franziska Xaveria (* 13. September 1727 in Dresden; † 1. Februar 1734 ebenda), Königliche Prinzessin von Polen und Prinzessin von Sachsen
- Maria Anna (1728–1797), Königliche Prinzessin von Polen und Prinzessin von Sachsen ⚭ Maximilian III. Joseph, Kurfürst von Bayern
- Franz Xaver (1730–1806), Königlicher Prinz von Polen und Prinz von Sachsen, Graf von der Lausitz, Administrator von Sachsen
- Maria Josepha Karolina (1731–1767), Königliche Prinzessin von Polen und Prinzessin von Sachsen ⚭ Ludwig Ferdinand, Dauphin von Frankreich
- Karl Christian (1733–1796), Königlicher Prinz von Polen und Prinz von Sachsen, Herzog von Kurland und Semgallen
- Maria Christina (1735–1782), Königliche Prinzessin von Polen und Prinzessin von Sachsen, Sternkreuzordensdame und Fürstäbtissin von Remiremont
- Maria Elisabeth Apollonia (* 9. Februar 1736 in Warschau; † 24. Dezember 1818 in Dresden), Prinzessin von Polen und Sachsen, Sternkreuzordensdame
- Albert Kasimir (1738–1822), Königlicher Prinz von Polen, Prinz von Sachsen, Herzog von Teschen und Generalstatthalter der Österreichischen Niederlande
- Clemens Wenceslaus (1739–1812), Königlicher Prinz von Polen und Prinz von Sachsen, Domherr zu Köln, Propst von St. Johann und Ellwangen, Fürstbischof von Freising, Regensburg und Augsburg, Kurfürst und Erzbischof von Trier
- Maria Kunigunde (1740–1826), Königliche Prinzessin von Polen und Prinzessin von Sachsen, Sternkreuzordensdame, Kanonisse zu Münsterbilsen, Fürstäbtissin von Thorn und Essen

## Vorfahren
| Ahnentafel August III. | Ahnentafel August III.                                                                              | Ahnentafel August III.                                                                              | Ahnentafel August III.                                                                          | Ahnentafel August III.                                                                                       | Ahnentafel August III.                                                                                | Ahnentafel August III.                                                                                | Ahnentafel August III.                                                                                | Ahnentafel August III.                                                                            |
| ---------------------- | --------------------------------------------------------------------------------------------------- | --------------------------------------------------------------------------------------------------- | ----------------------------------------------------------------------------------------------- | --- | --- | --- | --- | ------------------------------------------------------------------------------------------------- |
| Ururgroßeltern         | Kurfürst Johann Georg I. (1585–1656) ⚭ 1607 Magdalena Sibylle von Preußen (1586–1659)               | Markgraf Christian von Brandenburg-Bayreuth (1581–1655) ⚭ 1604 Marie von Preußen (1579–1649)        | König Christian IV. (1577–1648) ⚭ 1597 Anna Katharina von Brandenburg (1575–1612)               | Herzog Georg von Braunschweig und Lüneburg (1582–1641) ⚭ 1617 Anna Eleonore von Hessen-Darmstadt (1601–1659) | Markgraf Christian von Brandenburg-Bayreuth (1581–1655) ⚭ 1604 Marie von Preußen (1579–1649)          | Markgraf Joachim Ernst (1583–1625) ⚭ 1612 Sophie von Solms-Laubach (1594–1651)                        | Herzog Johann Friedrich von Württemberg (1582–1628) ⚭ 1609 Barbara Sophia von Brandenburg (1584–1636) | Johann Kasimir von Salm-Kyrburg (1577–1651) ⚭ 1607 Dorothea zu Solms-Laubach (1579–1631)          |
| Urgroßeltern           | Kurfürst Johann Georg II. (1613–1680) ⚭ 1638 Magdalena Sibylle von Brandenburg-Bayreuth (1612–1687) | Kurfürst Johann Georg II. (1613–1680) ⚭ 1638 Magdalena Sibylle von Brandenburg-Bayreuth (1612–1687) | König Friedrich III. (1609–1670) ⚭ 1643 Sophie Amalie von Braunschweig-Calenberg (1628–1685)    | König Friedrich III. (1609–1670) ⚭ 1643 Sophie Amalie von Braunschweig-Calenberg (1628–1685)                 | Erdmann August von Brandenburg-Bayreuth (1615–1651) ⚭ 1641 Sophie von Brandenburg-Ansbach (1614–1646) | Erdmann August von Brandenburg-Bayreuth (1615–1651) ⚭ 1641 Sophie von Brandenburg-Ansbach (1614–1646) | Herzog Eberhard III. (1614–1674) ⚭ 1637 Anna Katharina Dorothea von Salm-Kyrburg (1614–1655)          | Herzog Eberhard III. (1614–1674) ⚭ 1637 Anna Katharina Dorothea von Salm-Kyrburg (1614–1655)      |
| Großeltern             | Kurfürst Johann Georg III. (1647–1691) ⚭ 1666 Anna Sophie von Dänemark (1647–1717)                  | Kurfürst Johann Georg III. (1647–1691) ⚭ 1666 Anna Sophie von Dänemark (1647–1717)                  | Kurfürst Johann Georg III. (1647–1691) ⚭ 1666 Anna Sophie von Dänemark (1647–1717)              | Kurfürst Johann Georg III. (1647–1691) ⚭ 1666 Anna Sophie von Dänemark (1647–1717)                           | Markgraf Christian Ernst von Brandenburg-Bayreuth (1644–1712) ⚭ 1671 Sophie Luise von Württemberg     | Markgraf Christian Ernst von Brandenburg-Bayreuth (1644–1712) ⚭ 1671 Sophie Luise von Württemberg     | Markgraf Christian Ernst von Brandenburg-Bayreuth (1644–1712) ⚭ 1671 Sophie Luise von Württemberg     | Markgraf Christian Ernst von Brandenburg-Bayreuth (1644–1712) ⚭ 1671 Sophie Luise von Württemberg |
| Eltern                 | König August II. (1670–1733) ⚭ 1693 Christiane Eberhardine von Brandenburg-Bayreuth (1671–1727)     | König August II. (1670–1733) ⚭ 1693 Christiane Eberhardine von Brandenburg-Bayreuth (1671–1727)     | König August II. (1670–1733) ⚭ 1693 Christiane Eberhardine von Brandenburg-Bayreuth (1671–1727) | König August II. (1670–1733) ⚭ 1693 Christiane Eberhardine von Brandenburg-Bayreuth (1671–1727)              | König August II. (1670–1733) ⚭ 1693 Christiane Eberhardine von Brandenburg-Bayreuth (1671–1727)       | König August II. (1670–1733) ⚭ 1693 Christiane Eberhardine von Brandenburg-Bayreuth (1671–1727)       | König August II. (1670–1733) ⚭ 1693 Christiane Eberhardine von Brandenburg-Bayreuth (1671–1727)       | König August II. (1670–1733) ⚭ 1693 Christiane Eberhardine von Brandenburg-Bayreuth (1671–1727)   |
| August III.            | | |                                                                                                 | | | | |                                                                                                   |

## Trivia
In der Filmreihe Sachsens Glanz und Preußens Gloria wurde er vom Schauspieler Rolf Hoppe verkörpert.